# Сповідь (фільм, 1962)
«Сповідь» — радянський антирелігійний фільм 1962 року режисера Всеволода Вороніна.

## Сюжет
Молодий талановитий художник-самоучка Василь під впливом церковників вступив до духовної семінарії. Однак лицемірство і лукавство служителів культу, їх жорстока фанатичність відштовхнули юнака від церкви.

## У ролях
- Іван Бортник —  Василь
- Ніна Магер — Оксана
- Андрій Абрикосов —  отець Фотій, ректор семінарії
- Юрій Пузирьов —  Андрій
- Володимир Антонов —  Сава, семінарист, син ректора Фотія
- Євген Тетерін —  Благов
- Варвара Губенко —  Євдокія
- Георгій Бабенко —  священик
- Василь Вєкшин —  семінарист
- Роза Балашова —  завідувачка РАГСу
- Ніна Іванова —  реєстратор РАГСу
- Тетяна Солошек — епізод
- Станіслав Малганов —  семінарист
- Анатолій Теремець —  семінарист

## Знімальна група
- Режисер — Всеволод Воронін
- Сценаристи — Михайло Канюка, Микола Рожков
- Оператор — Вадим Костроменко
- Композитор — Володимир Юровський